# Robert Espeseth

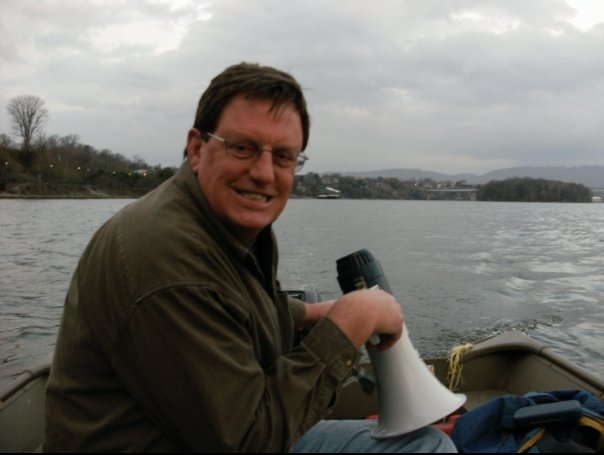
Robert Espeseth

Robert Douglas Espeseth, Jr. (* 25. Oktober 1953 in Philadelphia) ist ein ehemaliger US-amerikanischer Ruderer. Er gewann 1984 eine olympische Bronzemedaille und war 1986 Weltmeister.

## Leben
Der 1,93 m große Robert Espeseth graduierte 1979 an der University of Wisconsin und erwarb anschließend einen MBA an der University of Illinois.
Bei den Ruder-Weltmeisterschaften 1979 belegte er mit dem Vierer mit Steuermann den vierten Platz. Nach seinem MBA-Studium trat er bei den Ruder-Weltmeisterschaften 1983 mit dem Vierer ohne Steuermann an und belegte den sechsten Platz. Bei den Olympischen Spielen 1984 in Los Angeles trat er zusammen mit Kevin Still und Steuermann Douglas Herland im Zweier mit Steuermann an und gewann die Bronzemedaille hinter den Booten aus Italien und aus Rumänien.
Zwei Jahre später trat er bei den Ruder-Weltmeisterschaften 1986 in Nottingham zusammen mit Ted Swinford, Daniel Lyons und John Riley im Vierer ohne Steuermann an und gewann den Titel mit einer Zehntelsekunde Vorsprung auf das Boot aus der Bundesrepublik Deutschland. 1987 in Kopenhagen erkämpfte der US-Vierer in der gleichen Besetzung die Bronzemedaille. 1988 trat Espeseth bei den Olympischen Spielen 1988 in Seoul mit Daniel Lyons und Jon Fish im Zweier mit Steuermann an und belegte den elften Platz.
Nach seiner aktiven Karriere war Espeseth Rudertrainer an der University of Tennessee.